# Мяґізе
Мя́ґізе (ест. Mägise küla) — село в Естонії, у волості Ярва повіту Ярвамаа.

## Населення
Чисельність населення на 31 грудня 2011 року становила 32 особи.

## Географія
Через населений пункт проходить автошлях 15145 (Аравете — Ярва-Мадізе).

## Історія
До 21 жовтня 2017 року село входило до складу волості Амбла.